# Sutton (Suffolk)
Sutton – wieś w Anglii, w hrabstwie Suffolk, w dystrykcie East Suffolk. Miejscowość liczy 1 135 mieszkańców.